# Mahavishnu Orchestra
Mahavishnu Orchestra byla jazz-rocková skupina, vedená hudebníkem Johnem McLaughlinem, která debutovala v roce 1971, rozpadla se v roce 1976 a obnovila svou činnost v letech 1984 až 1987.

## První Mahavishnu Orchestra
V této první verzi vedl skupinu "Mahavishnu" John McLaughlin akustická a elektrická kytara, členové byli Billy Cobham bicí, Rick Laird baskytara, Jan Hammer elektrické a akustické piano a synthesizer a Jerry Goodman housle. Tato první sestava byla multinárodní skupinou: McLaughlin byl z Yorkshire, Anglie, Cobham z Panamy, Hammer z Československa, Goodman z Chicaga, Illinois a Laird z Dublinu, Irsko. Jean-Luc Ponty byl vybrán McLaughlinem jako první tip na houslistu, ale tuto myšlenku překazily "imigračními problémy". Skupinu proslavila nejvíce alba: The Inner Mounting Flame (1971) a Birds of Fire (1972).
Tato skupina byla považována za důležitého průkopníka hudebního stylu jazz fusion. McLaughlin a Cobham se potkali během nahrávání alba Bitches Brew Milese Davise. McLaughlina při vytváření koncepce skupiny ovlivnil jeho indický guru Sri Chinmoy, který mu doporučil převzít jméno "Mahavishnu", což znamená "Boží soucit, síla a spravedlnost."

## Rozpad původní sestavy
Pod tlakem náhlé slávy, vlivem vyčerpání a chybějící komunikace se původní sestava skupiny dostala v roce 1973 na pokraj rozpadu. Napětí ve skupině se zvyšovalo až dosáhlo vrcholu během nahrávání nového alba v londýnském Trident Studios, kdy spolu někteří hráči vůbec nemluvili. Tento projekt nebyl nikdy úplně dokončen. Poslední kapkou bylo, když John McLaughlin četl interview v časopise Crawdaddy!, kde Jan Hammer a Jerry Goodman vyjádřili jejich znechucení nad způsobem jakým skupinu John vedl. Ačkoliv byla snaha vše napravit, už se tak nestalo. O téměř 30 let později, během obnovení zájmu posluchačů o Mahavishnovu hudbu, bylo nekompletní album z přerušeného londýnského nahrávání vydáno jako The Lost Trident Sessions.

## Druhá Mahavishnu Orchestra
Poté, co se rozpadla první verze skupiny, obnovil v roce 1974 John McLaughlin skupinu s následujícím obsazením: Jean-Luc Ponty (který předtím vystupoval s Frankem Zappou a the Mothers) housle, Gayle Moran klávesy, Ralphe Armstrong baskytara a Narada Michael Walden perkuse, Steven Kindler a Carol Shive housle, Marcia Westbrook viola, Phil Hirschi cello, Steve Frankevich a Bob Knapp dechové nástroje. Tato "nová" Mahavishnu Orchestra (McLaughlin jí říkal "pravá" Mahavishnu Orchestra) trochu změnila obsazení mezi alby Apocalypse z roku 1974 a Visions of the Emerald Beyond v roce 1975. Apocalypse bylo nahráno v Londýně s London Symphony Orchestra pod vedením Michaela Tilson Thomase s George Martinem jako producentem a Geoff Emerickem nahrávacím režisérem. Pro nahrávání alba Inner Worlds, byla skupina redukována na 6 členů, Jean Luc-Ponty odešel a Gayle Moran nahradil Stu Goldberg.

## Diskografie
- The Inner Mounting Flame (1971)
- Birds of Fire (1973)
- The Lost Trident Sessions (1973, vydáno 1999)
- Between Nothingness and Eternity (1973)
- Apocalypse (1974)
- Visions of the Emerald Beyond (1975)
- Inner Worlds (1976)
- The Best of Mahavishnu Orchestra (1980)
- Mahavishnu (1984)
- Adventures in Radioland (1986)
- The Collection (1994)